# كليف هاريس
كليف هاريس (بالإنجليزية: Cliff Harris)‏ هو لاعب كرة قدم أمريكية وكاتب أمريكي، ولد في 12 نوفمبر 1948 في فايتفيل في الولايات المتحدة.

## وصلات خارجية
- كليف هاريس على موقع مرجع كرة القدم المحترفة.كوم (الإنجليزية)
- كليف هاريس على موقع إن إن دي بي (الإنجليزية)